# Константино III (Галлура)

Константино III ди Лакон (Constantino III) (ум. 1171/1173) — судья Галлуры с 1146.
Вероятно, внук Оттокорре ди Гунале — судьи Галлуры в начале XII века.
Упоминается в двух документах того времени:
- в дарственной судьи Арбореи Барисоне ди Серра храму Святой Марии ди Бонаркада — ориентировочно 1160 год;
- в хартии 1173 года — «Iudike Gosantine de Laccon rex» пожертвовал собственность монастырю Сан-Феличе ди Вада. Об этом говорится в прошлом, так как Константино III был уже мёртв, и хартию подписал его сын.

Был женат на Елене ди Лакон (согласно Gian Benedetto Mittarelli - сестра вышеупомянутого Барисоне, судьи Арбореи). Сын:
- Барисоне (ум. 1190/1200), судья Галлуры.

Версия о том, что Константино III в 1161 году удалился в монастырь, не подтверждается авторитетными источниками.